# Gran Premio motociclistico di Spagna 1987
Il Gran Premio motociclistico di Spagna 1987 fu il secondo appuntamento del motomondiale 1987.
Si svolse il 26 aprile 1987 sul nuovo circuito di Jerez de la Frontera e registrò la vittoria di Wayne Gardner nella classe 500, di Martin Wimmer nella classe 250, di Fausto Gresini nella classe 125 e di Jorge Martínez nella classe 80; tra i sidecar si impose l'equipaggio Steve Webster/Tony Hewitt.

## Classe 500
Dopo il secondo posto nella gara inaugurale della stagione, prima vittoria del 1987 per l'australiano Wayne Gardner che si porta in testa alla classifica provvisoria; alle sue spalle giungono il campione mondiale in carica Eddie Lawson e il britannico Ron Haslam. Continua l'assenza del campione mondiale del 1985, lo statunitense Freddie Spencer, cosa per cui comincia a diffondersi la voce di un possibile licenziamento da parte della Honda.

### Arrivati al traguardo
| Pos. | Pilota              | Moto      | Tempo    | Griglia | Punti |
| ---- | ------------------- | --------- | -------- | ------- | ----- |
| 1    | Wayne Gardner       | Honda     | 56.02.07 | 2       | 15    |
| 2    | Eddie Lawson        | Yamaha    | 56.25.62 | 1       | 12    |
| 3    | Ron Haslam          | Elf-Honda | 56.51.16 | 6       | 10    |
| 4    | Niall Mackenzie     | Honda     | 56.52.76 | 3       | 8     |
| 5    | Kevin Schwantz      | Suzuki    | 57.12.54 | 11      | 6     |
| 6    | Randy Mamola        | Yamaha    | 57.14.88 | 9       | 5     |
| 7    | Tadahiko Taira      | Yamaha    | 57.16.28 | 5       | 4     |
| 8    | Shungi Yatsushiro   | Honda     | 57.20.33 | 7       | 3     |
| 9    | Roger Burnett       | Honda     | 57.42.11 | 17      | 2     |
| 10   | Richard Scott       | Honda     | 57.47.11 | 15      | 1     |
| 11   | Pierfrancesco Chili | Honda     |          | 10      |       |
| 12   | Marco Gentile       | Fior      | 1 giro   | 19      |       |
| 13   | Thierry Rapicault   | Fior      | 1 giro   | 20      |       |
| 14   | Alessandro Valesi   | Honda     | 1 giro   | 16      |       |
| 15   | Simon Buckmaster    | Honda     | 1 giro   | 25      |       |
| 16   | Daniel Amatriaín    | Honda     | 1 giro   | 23      |       |
| 17   | Wolfgang von Muralt | Suzuki    | 1 giro   | 24      |       |
| 18   | Bruno Kneubühler    | Honda     | 1 giro   | 26      |       |
| 19   | Maarten Duyzers     | Honda     | 2 giri   | 28      |       |
| 20   | Louis-Luc Maisto    | Honda     | 2 giri   | 27      |       |
| 21   | Tony Carey          | Suzuki    | 4 giri   | 30      |       |

### Ritirati
| Pilota             | Moto   | Motivo | Griglia |
| ------------------ | ------ | ------ | ------- |
| Mike Baldwin       | Yamaha |        | 12      |
| Fabio Biliotti     | Honda  |        | 22      |
| Gerold Fisher      | Honda  |        | 29      |
| Kenny Irons        | Suzuki |        | 13      |
| Robert McElnea     | Yamaha |        | 4       |
| Jose Parra         | Suzuki |        | 31      |
| Didier de Radiguès | Cagiva |        | 21      |
| Gustav Reiner      | Honda  |        | 18      |
| Raymond Roche      | Cagiva |        | 14      |
| Christian Sarron   | Yamaha |        | 8       |

### Non qualificato
| Pilota                | Moto   |
| --------------------- | ------ |
| Larry Moreno Vacondio | Suzuki |

## Classe 250
Dopo due prove la classifica provvisoria vede in testa il tedesco Martin Wimmer, vincitore della gara davanti al compagno di squadra Luca Cadalora (campione mondiale in carica della classe 125) e allo spagnolo Juan Garriga.

### Arrivati al traguardo
| Pos. | Pilota               | Moto    | Tempo    | Griglia | Punti |
| ---- | -------------------- | ------- | -------- | ------- | ----- |
| 1    | Martin Wimmer        | Yamaha  | 47.41.00 | 2       | 15    |
| 2    | Luca Cadalora        | Yamaha  | 47.42.68 | 1       | 12    |
| 3    | Juan Garriga         | Yamaha  | 47.53.39 | 3       | 10    |
| 4    | Dominique Sarron     | Honda   | 48.03.35 | 10      | 8     |
| 5    | Patrick Igoa         | Yamaha  | 48.08.88 | 4       | 6     |
| 6    | Jacques Cornu        | Honda   | 48.17.65 | 5       | 5     |
| 7    | Jean-Philippe Ruggia | Yamaha  | 48.19.65 | 9       | 4     |
| 8    | Reinhold Roth        | Honda   | 48.19.94 | 6       | 3     |
| 9    | Sito Pons            | Honda   | 48.22.93 | 14      | 2     |
| 10   | Carlos Lavado        | Yamaha  | 48.49.20 | 8       | 1     |
| 11   | Guy Bertin           | Honda   | 48.56.83 | 21      |       |
| 12   | Jochen Schmid        | Yamaha  | 48.55.72 | 18      |       |
| 13   | Maurizio Vitali      | Garelli | 49.06.14 | 11      |       |
| 14   | Jean-Michel Mattioli | Yamaha  | 49.12.37 | 15      |       |
| 15   | Manfred Herweh       | Honda   | 49.17.03 | 29      |       |
| 16   | Stefano Caracchi     | Honda   | 49.17.26 | 25      |       |
| 17   | Harald Eckl          | Honda   | 49.26.04 | 17      |       |
| 18   | Stéphane Mertens     | Honda   | 49.28.28 | 19      |       |
| 19   | Massimo Matteoni     | Honda   | 49.28.61 | 23      |       |
| 20   | Alain Bronec         | Honda   | 49.30.94 | 34      |       |
| 21   | Jean Foray           | Yamaha  | 49.32.73 | 33      |       |
| 22   | Philippe Pagano      | Honda   | 49.33.79 | 31      |       |
| 23   | René Delaby          | Yamaha  | 49.35.90 | 26      |       |
| 24   | Hervé Duffard        | Honda   | 49.38.42 | 30      |       |
| 25   | Paul Lewis           | EMC     | 50.30.65 | 36      |       |

### Ritirati
| Pilota            | Moto    | Motivo | Griglia |
| ----------------- | ------- | ------ | ------- |
| Anton Mang        | Honda   |        | 7       |
| Bruno Bonhuil     | Honda   |        | 28      |
| Bernard Haenggeli | Yamaha  |        | 16      |
| Siegfried Minich  | Honda   |        | 27      |
| Donnie McLeod     | Honda   |        | 12      |
| Juan López Mella  | Yamaha  |        | 32      |
| Javier Cardelús   | Honda   |        | 20      |
| Loris Reggiani    | Aprilia |        | 13      |
| Fausto Ricci      | Honda   |        | 35      |
| Alberto Rota      | Honda   |        | 24      |

### Non partito
| Pilota       | Moto  | Motivo | Griglia |
| ------------ | ----- | ------ | ------- |
| Ezio Gianola | Honda |        | 22      |

### Non qualificati
| Pilota            | Moto   |
| ----------------- | ------ |
| Fernando Gonzalez | Honda  |
| Juan Bravo        | Honda  |
| Robin Appleyard   | Honda  |
| Iván Palazzese    | Yamaha |
| Carlos Cardús     | Honda  |

## Classe 125
Per l'ottavo di litro si tratta della gara inaugurale della stagione, non essendo stata presente nel GP del Giappone; la vittoria è stata del già campione mondiale del 1985 Fausto Gresini che ha preceduto altri cinque piloti italiani con Domenico Brigaglia al secondo posto e Paolo Casoli al terzo.

### Arrivati al traguardo
| Pos. | Pilota                 | Moto     | Tempo    | Griglia | Punti |
| ---- | ---------------------- | -------- | -------- | ------- | ----- |
| 1    | Fausto Gresini         | Garelli  | 43.25.97 | 2       | 15    |
| 2    | Domenico Brigaglia     | Moto AGV | 43.26.31 | 1       | 12    |
| 3    | Paolo Casoli           | Moto AGV | 43.28.99 | 3       | 10    |
| 4    | Bruno Casanova         | Garelli  | 44.01.34 | 5       | 8     |
| 5    | Pier Paolo Bianchi     | MBA      | 44.09.22 | 4       | 6     |
| 6    | Ezio Gianola           | Honda    | 44.27.43 | 6       | 5     |
| 7    | August Auinger         | MBA      | 44.27.84 | 7       | 4     |
| 8    | Thierry Feuz           | MBA      | 44.53.20 | 17      | 3     |
| 9    | Claudio Macciotta      | MBA      | 44.57.60 | 9       | 2     |
| 10   | Mike Leitner           | MBA      | 45.07.08 | 21      | 1     |
| 11   | Johnny Wickström       | Tunturi  | 45.07.56 | 22      |       |
| 12   | Ivan Troisi            | MBA      | 45.09.00 | 24      |       |
| 13   | Hubert Abold           | Honda    | 45.16.20 | 10      |       |
| 14   | Jean-Claude Selini     | MBA      | 45.39.52 | 11      |       |
| 15   | Paul Bordes            | MBA      | 1 giro   | 19      |       |
| 16   | Jussi Hautaniemi       | MBA      | 1 giro   | 23      |       |
| 17   | Fernando Gonzales      | Cobas    | 1 giro   | 34      |       |
| 18   | Robin Milton           | MBA      | 1 giro   | 28      |       |
| 19   | Jacques Hutteau        | MBA      | 1 giro   | 33      |       |
| 20   | Joaquin Alos           | MBA      | 1 giro   | 35      |       |
| 21   | Peter Balaz            | MBA      | 1 giro   | 27      |       |
| 22   | Håkan Olsson           | Starol   | 1 giro   | 30      |       |
| 23   | Thomas Møller-Pedersen | MBA      | 1 giro   | 26      |       |
| 24   | Robin Appleyard        | MBA      | 2 giri   | 32      |       |
| 25   | Bady Hassaine          | MBA      | 2 giri   | 36      |       |
| 26   | Juan Fombuena          | MBA      | 4 giri   | 31      |       |

### Ritirati
| Pilota               | Moto    | Motivo | Griglia |
| -------------------- | ------- | ------ | ------- |
| Christian Le Badezet | MBA     |        | 29      |
| Gastone Grassetti    | MBA     |        | 16      |
| Manuel Hernandez     | MBA     |        | 20      |
| Esa Kytölä           | MBA     |        | 18      |
| Olivier Liégeois     | Assmex  |        | 12      |
| Heinz Litz           | MNA     |        | 25      |
| Willy Pérez          | Zanella |        | 15      |
| Lucio Pietroniro     | MBA     |        | 8       |
| Andrés Sánchez       | Ducados |        | 13      |
| Adi Stadler          | MBA     |        | 14      |

### Non partiti
| Pilota           | Moto  | Motivo | Griglia |
| ---------------- | ----- | ------ | ------- |
| Hans Spaan       | MBA   |        | 37      |
| Wilco Zeelenberg | Casal |        | 38      |

### Non qualificati
| Pilota           | Moto |
| ---------------- | ---- |
| Daniel Mateos    | MBA  |
| Antonio Oliveros | MBA  |
| Allan Scott      | EMC  |
| Juan Muñoz       | MBA  |
| Manfred Braun    | MBA  |
| Javier Navarro   | MBA  |

## Classe 80
Anche per la classe di minor cilindrata si è trattato della prima presenza dell'anno; in questo caso il podio è stato monopolizzato da piloti spagnoli, con il più esperto Jorge Martínez che ha preceduto gli esordienti Àlex Crivillé e Julian Miralles, tutti equipaggiati da moto spagnole Derbi.

### Arrivati al traguardo
| Pos. | Pilota            | Moto     | Tempo    | Griglia | Punti |
| ---- | ----------------- | -------- | -------- | ------- | ----- |
| 1    | Jorge Martínez    | Derbi    | 37.16.36 | 1       | 15    |
| 2    | Àlex Crivillé     | Derbi    | 37.17.20 | 3       | 12    |
| 3    | Julian Miralles   | Derbi    | 37.17.70 | 5       | 10    |
| 4    | Gerhard Waibel    | Krauser  | 37.17.89 | 4       | 8     |
| 5    | Luis Miguel Reyes | Autisa   | 37.21.38 | 2       | 6     |
| 6    | Manuel Herreros   | Derbi    | 37.46.71 | 8       | 5     |
| 7    | Ian McConnachie   | Krauser  | 38.17.61 | 11      | 4     |
| 8    | Richard Bay       | Ziegler  | 38.20.34 | 9       | 3     |
| 9    | Josef Fischer     | Krauser  | 38.36.31 | 16      | 2     |
| 10   | Hubert Abold      | Krauser  | 38.41.40 | 7       | 1     |
| 11   | Juan Ramón Bolart | Krauser  | 38.43.17 | 13      |       |
| 12   | Herri Torrontegui | JJ Cobas | 38.47.44 | 23      |       |
| 13   | Felix Rodríguez   | JJ Cobas | 38.53.59 | 15      |       |
| 14   | Paolo Priori      | Krauser  | 39.02.56 | 26      |       |
| 15   | Jörg Seel         | Seel     | 39.04.07 | 27      |       |
| 16   | Salvatore Milano  | Krauser  | 39.12.46 | 22      |       |
| 17   | Javier Armui      | Autisa   | 1 giro   | 25      |       |
| 18   | Wilco Zeelenberg  | Casal    | 1 giro   | 17      |       |
| 19   | Raimo Lipponen    | Krauser  | 1 giro   | 20      |       |
| 20   | Joaquin Alos      | Yamaha   | 1 giro   | 32      |       |
| 21   | Thomas Engl       | Deizisau | 1 giro   | 30      |       |
| 22   | Serge Julin       | Casal    | 1 giro   | 36      |       |
| 23   | Reiner Koster     | Kroko    | 1 giro   | 33      |       |
| 24   | Chris Baert       | Seel     | 3 giri   | 31      |       |

### Ritirati
| Pilota               | Moto    | Motivo | Griglia |
| -------------------- | ------- | ------ | ------- |
| Stefan Dörflinger    | Krauser |        | 6       |
| Alex Barros          | Arbizu  |        | 14      |
| Paul Bordes          | RB      |        | 21      |
| Javier Debon         | Autisa  |        | 24      |
| René Dünki           | Krauser |        | 19      |
| Stuart Edwards       | Casal   |        | 37      |
| Juan Esteve          | Autisa  |        | 28      |
| Rainer Kunz          | Kroko   |        | 10      |
| Jose Saez            | Casal   |        | 34      |
| Günter Schirnhofer   | Krauser |        | 12      |
| Hernando Sande Silva | Casal   |        | 35      |
| Theo Timmer          | Casal   |        | 29      |

### Non partito
| Pilota     | Moto | Motivo | Griglia |
| ---------- | ---- | ------ | ------- |
| Hans Spaan | MBA  |        | 18      |

### Non qualificati
| Pilota                | Moto    |
| --------------------- | ------- |
| Elias Durendez        | Autisa  |
| Dennis Batchelor      | Krauser |
| Javier Navarro        | Huvo    |
| Jean-François Verdier | Derbi   |

## Classe sidecar
La prima gara stagionale delle motocarrozzette va a Steve Webster-Tony Hewitt, che precedono con ampio margine Alain Michel-Jean-Marc Fresc e i fratelli Zurbrügg, quest'ultimi al loro primo podio nel motomondiale. Si ritirano invece il campione in carica Egbert Streuer, per una caduta del passeggero Bernard Schnieders, e l'equipaggio autore della pole Rolf Biland-Kurt Waltisperg, che non ha potuto completare la gara per problemi ai freni.

### Arrivati al traguardo (posizioni a punti)[5]
| Pos | Pilota             | Passeggero      | Moto           | Tempo    | Punti |
| --- | ------------------ | --------------- | -------------- | -------- | ----- |
| 1   | Steve Webster      | Tony Hewitt     | LCR-Krauser    | 42'29"09 | 15    |
| 2   | Alain Michel       | Jean-Marc Fresc | LCR-Krauser    | +45"20   | 12    |
| 3   | Alfred Zurbrügg    | Martin Zurbrügg | LCR-Yamaha     | +56"28   | 10    |
| 4   | Derek Bailey       | Brian Nixon     | LCR-Yamaha     | +1'04"91 | 8     |
| 5   | Steve Abbott       | Shaun Smith     | Windle-Yamaha  | +1'08"54 | 6     |
| 6   | Derek Jones        | Simon Birchall  | LCR-Yamaha     | +1'44"16 | 5     |
| 7   | Markus Egloff      | Urs Egloff      | LCR-Yamaha     | +1'54"79 | 4     |
| 8   | Yoshisada Kumagaya | Brian Barlow    | Windle-Yamaha  | +1'55"89 | 3     |
| 9   | René Progin        | Yvan Hunziker   | Seymaz-Krauser | +1 giro  | 2     |
| 10  | Masato Kumano      | Andreas Räcke   | LCR-Yamaha     |          | 1     |